# Haveby
En haveby er en planlagt byform bestående af boliger med masser af lys, luft og grønne omgivelser tæt på en større by. Eksempler er Den Engelske Haveby af 1922 i Brønshøj  og Rosenvænget ved Aarhus. Med sine lave, ensartede boliger, rekreative muligheder og forsamlingshuse fremstår havebyen ofte som en slags by i byen. Jorden er hyppigt i offentligt (fx lokalsamfundets) eje.

## Historie
Idéen spredte sig i Danmark, som i andre lande, på grundlag af tanker formuleret af byplanlæggeren Ebenezer Howard, der i bogen "Garden Cities of Tomorrow" fra 1898 argumenterede imod den engelske slumbebyggelse i de dengang stærkt voksende industribyer. I stedet foreslog Howard at oprette havebyer i nogen afstand fra storbyen, men med hurtig forbindelse til denne for derved at give befolkningen mulighed for at bo i sunde omgivelser med frisk luft og åbent land – i modsætning til storbyernes tætte bebyggelse og røgforurenede miljø.
I henhold til Howards principper skulle et privat, almennyttigt selskab købe et landområde op ude på landet, hvor jordpriserne var lave. Her skulle en kompakt by anlægges, omgivet af et bælte af jordbrugsland. Det samlede byanlæg skulle rumme både boliger, handel, industri og landbrug efter en generalplan. Både areal og befolkning skulle være begrænset, så byen ikke spiste det omgivende grøntbælte op. Hele grunden og grøntbeltet skulle forblive ejerselskabets ejendom. Enkeltgrundene skulle fæstes, ikke sælges, så værdistigningen tilfaldt ejerselskabet, og skulle bruges til indkøb af offentlige goder for fæsterne. Med "haveby" mente Howard en by omgivet af et grøntbælte af opdyrket bondeland; ikke en by med parcelhuse, der har individuelle haver. Hans diagram viser en "moderby" på 50.000 indbyggere omgivet af seks drabantbyer med 30.000 indbyggere hver. Med landbefolkningen ville dette udgøre en "byklynge" med 250.000 indbyggere, knyttet sammen med jernbane. Howard ville sanere storbyernes slum, bringe naturen til byen og kulturgoder ud til landområderne, og dermed få vendt flugten fra landsbyen. Med bygrunden forvaltet rationelt, ville folks boligudgifter også sænkes.
I 1903 begyndte bygningen af den første haveby i overensstemmelse med Howards principper, Letchworth ca. 50 km nord for London. Den britiske arkitekt Raymond Unwin (1863-1940) ledede arbejdet. Letchworth havde på det meste 14 000 indbyggere. Senere fulgte Welvyn Garden City, påbegyndt i 1920 og færdig i 1926. Begge blev nationaliseret i efterkrigstiden - Welwyn i 1946 og Letchworth i 1963. Den britiske byplanbevægelse blev opslugt af det offentlige, som efter anden verdenskrig iværksatte en storstilet genrejsning af de udbombede byer i planøkonomisk ånd. Howard var nok blevet bestyrtet over det, men døde lykkeligt uvidende i 1928 i en af sine egne havebyer.
I Danmark blev etableringen af havebyområder fremmet af haveboligforeninger, i begyndelsen ofte i Bedre Byggeskik-stilen såsom havebyen Præstevangen  i Brønshøj eller Grøndalsvænge i Vanløse.